# Trout Creek
Trout Creek és una concentració de població designada pel cens dels Estats Units a l'estat de Montana. Segons el cens del 2000 tenia 261 habitants.

## Demografia
Segons el cens del 2000, Trout Creek tenia 261 habitants, 109 habitatges, i 72 famílies. La densitat de població era de 54,2 habitants per km².
Dels 109 habitatges en un 27,5% hi vivien nens de menys de 18 anys, en un 53,2% hi vivien parelles casades, en un 8,3% dones solteres, i en un 33,9% no eren unitats familiars. En el 29,4% dels habitatges hi vivien persones soles el 7,3% de les quals corresponia a persones de 65 anys o més que vivien soles. El nombre mitjà de persones vivint en cada habitatge era de 2,39 i el nombre mitjà de persones que vivien en cada família era de 2,92.
Per edats la població es repartia de la següent manera: un 26,1% tenia menys de 18 anys, un 6,5% entre 18 i 24, un 24,5% entre 25 i 44, un 32,2% de 45 a 60 i un 10,7% 65 anys o més.
L'edat mediana era de 40 anys. Per cada 100 dones de 18 o més anys hi havia 112,1 homes.
La renda mediana per habitatge era de 26.458 $ i la renda mediana per família de 28.958 $. Els homes tenien una renda mediana de 25.357 $ mentre que les dones 12.083 $. La renda per capita de la població era de 15.910 $. Aproximadament el 17,5% de les famílies i el 21,1% de la població estaven per davall del llindar de pobresa.

## Poblacions més properes
El següent diagrama mostra les poblacions més properes.